# História do alfabeto latino

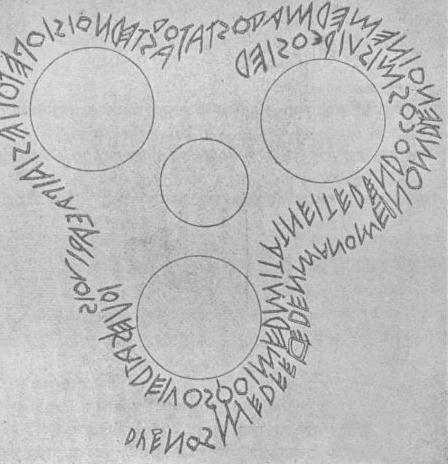
A inscrição Duenos, datada do século VI a.C., mostra a forma mais antiga do alfabeto latino antigo.

O alfabeto latino é o sistema de escrita alfabético mais utilizado no mundo. É o alfabeto padrão da língua portuguesa e a maioria das línguas da Europa ocidental e central e das áreas colonizadas por europeus. Se originou no século VII a.C. na Itália e modificou-se continuamente pelos últimos 2500 anos até se estabelecer como um dos sistemas de escrita dominantes do mundo atual. Ele tem raízes no Alfabeto semítico e seus derivados, o Fenício, Grego e Etrusco. O valor fonêmico de algumas letras mudaram, algumas letras perderam e ganharam, e alguns estilos de escrita foram desenvolvidos.

## Origens
Acredita-se que os latinos tenham adotado a variante ocidental do alfabeto grego no século VII a.C. a partir de Cumas, uma colônia grega no sul da Itália (Magna Grécia); este alfabeto latino arcaico era apenas um entre diversos alfabetos itálicos antigos que surgiram na época.
A partir do chamado 'alfabeto de Cumas' derivou-se o alfabeto etrusco, do qual os latinos acabaram por adotar 21 letras (de um total de 26).
A mitologia romana creditava a introdução do alfabeto a um certo Evandro, filho de Sibila, supostamente 60 anos antes da Guerra de Troia - porém não há qualquer base histórica consistente para este conto.

## Alfabeto latino arcaico
O alfabeto original latino era:
| A | B | C | D | E | F | Z | H | I | K | L | M | N | O | P | Q | R | S | T | V | X |

As inscrições em Latim mais antigas não faziam a distinção entre /g/ e /k/, representando ambos por C, K e Q de acordo com a posição. K era usado antes do A; Q era usado antes de O ou V; C era usado em outro lugar. Isto é explicado pelo fato de que a língua etrusca não fazia esta distinção. C originou-se como uma forma variada da letra grega Gamma (Γ) e Q da letra grega Qoppa (Ϙ). Posteriormente no Latim, K sobreviveu apenas em algumas formas, como Kalendae; Q sobreviveu apenas antes de V (representado o som /kw/), e C foi usado em qualquer outro lugar. Mais tarde, a letra G foi inventada para fazer a distinção entre /g/ e /k/; Era originalmente um C com um diacrítico adicional.

### Fonética
- C tinha o valor fonêmico tanto de /k/ quanto /g/.
- I tinha o valor fonêmico de /i/ e /j/.
- V tinha o valor fonêmico de /u/ e /w/.

## Período do latim antigo
O K perdeu espaço para C, que agora tinha o valor de /g/ e /k/.
Provavelmente durante o século III a.C., o Z deixou de ser usado e uma nova letra, G, foi colocada em seu lugar - de acordo com Plutarco, por obra de um personagem mítico, Espúrio Carvílio Ruga - de maneira que C = /k/, G = /g/.
| A | B | C | D | E | F | G | H | I | K | L | M | N | O | P | Q | R | S | T | V | X |

## Período do latim clássico
Uma tentativa, feita pelo imperador romano Cláudio, de introduzir três letras adicionais foi pouco duradoura, porém pouco antes, após a conquista da Grécia pelos romanos no século I a.C., as letras Y e Z foram, respectivamente adotadas e reintroduzidas do alfabeto grego e colocadas ao fim do latino, que passava a ter 23 letras:
| Letra           | A    | B     | C     | D      | E    | F    | G     | H     | I     | K            | L            | M        |
| --------------- | ---- | ----- | ----- | ------ | ---- | ---- | ----- | ----- | ----- | ------------ | ------------ | -------- |
| Nome            | ā    | bē    | cē    | dē     | ē    | ef   | gē    | hā    | ī     | kā           | el           | em       |
| Pronúncia (AFI) | /aː/ | /beː/ | /keː/ | /deː/  | /eː/ | /ef/ | /geː/ | /haː/ | /iː/  | /kaː/        | /el/         | /em/     |
| Letra           | N    | O     | P     | Q      | R    | S    | T     | V     | X     | Y            | Y            | Z        |
| Nome            | en   | ō     | pē    | qū     | er   | es   | tē    | ū     | ex    | ī Graeca     | ī Graeca     | zēta     |
| Pronúncia (AFI) | /en/ | /oː/  | /peː/ | /kʷuː/ | /er/ | /es/ | /teː/ | /uː/  | /eks/ | /iː ˈgraika/ | /iː ˈgraika/ | /ˈzeːta/ |

É digna de destaque a ausência de algumas letras, como j.  Os romanos utilizavam i, no lugar de j; a palavra "justiça", por exemplo, era grafada "iustitia" no latim clássico.
Os nomes latinos de algumas das letras são motivos de debate. No entanto, em geral, os romanos não utilizavam os nomes tradicionais (derivados das línguas semitas), como em grego; os nomes das consoantes plosivas eram formados acrescentando-se /eː/ ao som (com a exceção de C, K, e Q, que precisam de vogais diferentes para diferenciá-los), enquanto os nomes das continuantes consistiam ou do som puro, ou do som da consoante precedido por /e/. A letra Y, quando introduzida, provavelmente era chamada de hy /hyː/, como em grego (o nome upsilon ainda não era usado), porém foi mudado para i Graeca ("i grega") à medida que os falantes do latim passaram a ter dificuldade de distinguir entre /i/ e /y/. Z recebeu seu nome grego, zeta.
A escrita romana cursiva, também chamada de maiúscula cursiva ou capitalis cursiva, era a forma cotidiana de escrita à mão, utilizada para cartas, por mercadores em seus relatórios de negócios, por alunos estudando o alfabeto romano, e até mesmo por imperadores dando ordens em seus despachos. Existia um estilo mais formal de escrita, baseado nas maiúsculas quadradas romanas, porém o cursivo era utilizado para uma escrita mais rápida e informal. Foi utilizada com mais intensidade do século I a.C. ao século III d.C., porém provavelmente esteve em uso antes mesmo disto.

### Antiguidade Tardia
O alfabeto latino se espalhou da Itália, juntamente com o Latim, para todas as terras que cercavam o Mar Mediterrâneo, com a expansão do Império Romano. A metade oriental do império, incluindo a Grécia, a Ásia Menor, o Levante e o Egito, continuaram a usar o grego como língua franca; porém o latim era falado majoritariamente na metade ocidental do império, e à medida que as línguas românicas ocidentais, entre elas o francês, italiano, português, espanhol e o catalão, evoluíram a partir do Latim, elas continuaram a se utilizar o alfabeto latino, adaptando-o às suas necessidades.